# Something I Need
«Something I Need» es una canción grabada por la banda de pop rock estadounidense OneRepublic. Fue lanzado al mercado musical el 25 de agosto de 2013 a través de Mosley Músic e Interscope Records como el cuarto sencillo de su tercer álbum de estudio, Native (2013). La canción fue escrita y producida por Ryan Tedder y Benny Blanco. Logró posicionarse en el número seis en Australia, donde lo ha sido certificado 3× Platino; y número cuatro en Nueva Zelanda, donde fue certificado Oro.

## Antecedentes
El 23 de agosto de 2013, en respuesta a una pregunta de una fan australiana en Twitter, OneRepublic reveló que "Something I Need" sería el próximo sencillo de Native.  La pista debutó en la radio australiana el 25 de agosto y se estrenó en la radio de Estados Unidos a mediados de septiembre.

## Recepción

### Comercial
La canción alcanzó el número seis en Australia,  donde ha sido certificado 3x Platino por las ventas de más de 210 000 copias. En Nueva Zelanda, llegó al número cuatro y ha sido certificado Oro después de vender 7500 copias. La canción también alcanzó el número uno en Polonia, el número cinco en Austria, número 72 en Alemania y el número 21 en Suiza.

## Video musical
El video musical oficial fue filmado en septiembre de 2013 y fue dirigido por Cameron Duddy. Hablando sobre el video a través de su página de Twitter, OneRepublic dijo: "El video de 'Something I Need' será el video más loco que hemos hecho, y lo más divertido,  esperemos que sea el mejor". El video musical fue lanzado el 7 de octubre de 2013.

## Créditos y personal
Grabación
- Grabado en Black Rock Studio, Santorini, Grecia
- Grabación adicional en Lotzah Matzah Studios, Ciudad de Nueva York, Nueva York; Patriot Studios, Denver, Colorado; Downtown Studios, Ciudad de Nueva York, Nueva York, y Audiophile Estudios, Nueva Orleans, Luisiana
- Mezclado en MixStar Studios, Virginia Beach, Virginia
- Masterizado en Sterling Sound, Nueva York

Personal
- Ryan Tedder – compositor, productor, instrumentación, programación, ingeniero
- Benny Blanco – compositor, productor, instrumentación, programación, coros
- Serban Ghenea – mezcla
- John Hanes – ingeniero de mezcla
- Phil Seaford – Ayudante de ingeniero de mezcla
- Smith Carlson – ingeniero
- Chris Sclafani – ingeniero, coro
- Scott "Yarmov" Yarmovsky – asistente de ingeniero, coro
- OneRepublic – coros
- Danielle Edimburgo Wilson – coros
- Margaret-Anne Davis – coros
- Toni Skidmore – coros
- Jermon Wilson – coros
- Los amigos y la familia de Ryan después de una noche de fiesta – coros
- Chris Gehringer – masterización
- Quinnell – masterización

## Listas

### Semanales
| Lista (2013-2014)                 | Mejor posición |
| --------------------------------- | -------------- |
| Australia (ARIA)                  | 6              |
| Austria (Ö3 Austria Top 40)       | 5              |
| Alemania (Media Control AG)       | 74             |
| Nueva Zelanda (Recorded Music NZ) | 4              |
| Polonia (Polish Airplay Top 100)  | 1              |
| Suiza (Schweizer Hitparade)       | 21             |
| Reino Unido (UK Singles Chart)    | 78             |

### Anuales
| Lista(2014)   | Posición |
| ------------- | -------- |
| Poland (ZPAV) | 49       |

## Versión de Ben Haenow
En diciembre de 2014, Ben Haenow, ganador de la undécima temporada del concurso británico The X Factor, realizó una cover de "Something I Need" como un sencillo después de haber ganado. La canción fue lanzada como descarga digital el 14 de diciembre en el Reino Unido con su equivalente en físico lanzado tres días después. "Something I Need" fue producido por el artista estadounidense John Ryan, que previamente había trabajado con One Direction. Todos los ingresos del sencillo serán destinados a la organización benéfica para niños Together for Short Lives. La canción debutó en el número uno de la lista UK Singles Chart, haciéndole el número uno de Navidad.

### Antecedentes
El 12 de diciembre de 2014, los sencillos ganadores de cada uno de los tres finalistas de la undécima temporada de The X Factor fueron revelados. Haenow y Fleur East registrarían "Something I Need", mientras que Andrea Faustini grabaría "I Didn't Know My Own Strength" de Whitney Houston. El 14 de diciembre, Haenow y el eventual subcampeón del Este interpretaron la canción en directo en la final de The X Factor. Esta versión de la canción sustituye las palabras "die" y "killing" en el pre-coro y coro en favor de las palabras "here", "live" y "loving", presumiblemente para hacerlo más aceptable para la audiencia de The X Factor, especialmente para los espectadores más jóvenes.

### Presentaciones en vivo
Haenow interpretó  "Something I Need" en la presentación en vivo donde se mostrarian los resultados finales de The X Factor, justo después de ser anunciado como el ganador. También lo cantó en Text Santa el 19 de diciembre. El 21 de enero de 2015, Haenow interpretó la canción en los 20.os National Television Awards.

### Lista de canciones
| Descarga digital |                    |                          |              |          |  |
| N.º              | Título             | Escritor(es)             | Productor(s) | Duración |  |
| 1.               | «Something I Need» | Ryan Tedder Benny Blanco | John Ryan    | 3:46     |  |

| Sencillo en CD |                                                     |                                     |                |          |  |
| N.º            | Título                                              | Escritor(es)                        | Productor(s)   | Duración |  |
| 1.             | «Something I Need»                                  | Tedder Blanco                       | Ryan           | 3:46     |  |
| 2.             | «Jealous Guy» (Live The X Factor Performance)       | John Lennon Yoko Ono Phil Spector   | Julian Bunetta | 2:11     |  |
| 3.             | «Highway to Hell» (Live The X Factor Performance)   | Bon Scott Angus Young Malcolm Young | Bunetta        | 2:10     |  |
| 4.             | «Man in the Mirror» (Live The X Factor Performance) | Siedah Garrett Glen Ballard         | Bunetta        | 2:11     |  |

### Créditos y personal
- Ben Haenow – vocalista, coros
- Ryan Tedder – composición
- Benny Blanco – composición
- John Ryan – guitarra, teclado, productor, programación, coros
- DIVA Singers – coro
- Ash Howes – mezcla
- Matt Brind – arreglo de cuerdas
- Mat Bartram – grabación
- Ronan Phelan – asistente de ingeniero
- Isobel Griffiths – contratista
- Dick Beetham – masterización

Créditos adaptados del sencillo en CD.

### Listas y certificaciones

#### Semanales
| Lista (2014)                           | Mejor posición |
| -------------------------------------- | -------------- |
| Irlanda (IRMA)                         | 2              |
| Escocia (Scottish Singles Sales Chart) | 1              |
| Reino Unido (UK Singles Chart)         | 1              |

#### Auales
| Lista14)                             | Posición |
| ------------------------------------ | -------- |
| UK Singles (Official Charts Company) | 58       |

### Historial de lanzamientos
| Región      | Fecha                   | Formato          | Discográfica |
| ----------- | ----------------------- | ---------------- | ------------ |
| Reino Unido | 14 de diciembre de 2014 | Digital download | Syco         |
| Irlanda     | 14 de diciembre de 2014 | Digital download | Syco         |
| Reino Unido | 17 de diciembre de 2014 | CD single        | Syco         |